# Canton de Caen-6
Le canton de Caen-6, officiellement canton de Caen-Hérouville (Caen-6), est une ancienne division administrative française située dans le département du Calvados et la région Basse-Normandie.

## Histoire
Le décret du 2 août 1973 crée le canton de Caen-6 qui est constitué des communes de Fleury-sur-Orne, Ifs, et de Cormelles-le-Royal ainsi qu'une portion de territoire de la ville de Caen.
Un nouveau canton Caen-6 est créé par le décret no 82-132 du 5 février 1982 portant modification et création de cantons dans le département du Calvados (Caen-1 à Caen-10).
Celui-ci est constitué d'une partie de la ville d'Hérouville-Saint-Clair et d'une partie de la ville de Caen. Caen en est le chef-lieu.
Il est supprimé par le décret no 2014-160 du 17 février 2014 dans le cadre du redécoupage cantonal de 2014.

## Représentation

### Conseillers généraux de l'ancien canton de Caen-Sud (entre 1967 et 1973)
| Période | Période | Identité       | Étiquette | Qualité      |
| ------- | ------- | -------------- | --------- | ------------ |
| 1967    | 1973    | Jean Goueslard | PCF       | Chaudronnier |

### Conseillers généraux du canton de Caen-6 (entre 1973 et 2015)
| Période | Période          | Identité                                               | Étiquette | Qualité                                                                            |
| ------- | ---------------- | ------------------------------------------------------ | --------- | ---------------------------------------------------------------------------------- |
| 1973    | 1975 (décès)     | Jean Goueslard (1926-1975)                             | PCF       | Chaudronnier, secrétaire fédéral du PCF                                            |
| 1975    | 1979             | Jacqueline Goueslard (1929-1995) (épouse du précédent) | PCF       | Comptable                                                                          |
| 1979    | 1982             | ?                                                      |           |                                                                                    |
| 1982    | 1993 (démission) | Francis Saint-Ellier                                   | UDF       | Député (1986-2002)                                                                 |
| 1993    | 1994             | Yves Lessard (1933-1996)                               | RPR       | Conseiller régional, propriétaire à Villiers-le-Sec                                |
| 1994    | 2001             | Jangui Le Carpentier                                   | PS        | Conseiller d'orientation, ancien adjoint au maire d'Hérouville-Saint-Clair         |
| 2001    | 2008             | Magali Le François                                     | PS        | Collaboratrice parlementaire, Caen                                                 |
| 2008    | 2015             | Rodolphe Thomas                                        | MoDem     | Artisan commerçant, maire d'Hérouville-Saint-Clair depuis 2001, député (2002-2007) |

Le canton participe à l'élection du député de la deuxième circonscription du Calvados.

## Composition

### Composition de 1973 à 1982
Le canton de Caen-VI était constitué des communes de Fleury-sur-Orne, Ifs, et de Cormelles-le-Royal ainsi qu'une portion de territoire de la ville de Caen.

### Composition de 1982 à 2015

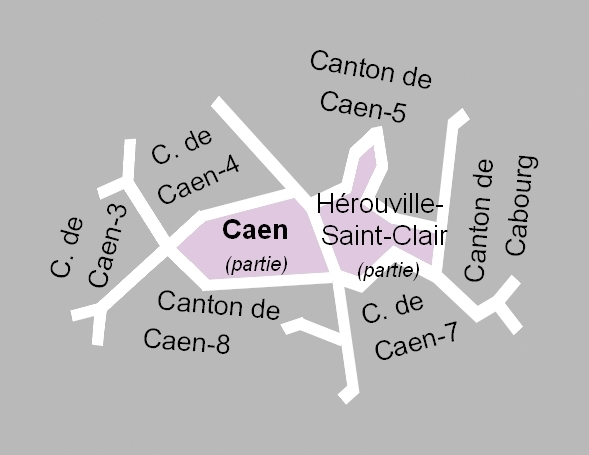
La carte de composition et localisation du canton. Les cantons limitrophes étaient ceux de Caen-4, de Caen-5, de Cabourg, de Caen-7, de Caen-8 et de Caen-3.

Le canton de Caen-6 se composait de deux fractions des communes de Caen et d'Hérouville-Saint-Clair. Il comptait 17 726 habitants (population municipale) en 2012.
Les quartiers de Caen compris dans ce canton sont Saint-Jean-Eudes, Clos Herbert, Saint-Gilles, Calmette, Le Port, Rue Basse et Vaugueux. Les quartiers inclus d'Hérouville sont les Belles Portes et Savary, ainsi que les parties sud de Montmorency et de la zone portuaire. Son territoire comprenait officiellement « la portion de territoire de la ville d'Hérouville-Saint-Clair déterminée, au nord, par l'axe des voies suivantes : boulevard du Grand-Parc, boulevard des Belles-Portes, avenue de la Grande-Cavée (jusqu'à l'échangeur de la porte de la mer), chemin départemental no 515 de Caen à Ouistreham, avenue du Connétable, rue de l'Abbé-Lucas, boulevard de la Paix, rue de l'Embûche (et son prolongement par une ligne droite jusqu'à la limite de la commune d'Hérouville-Saint-Clair), ainsi que la portion de territoire de la ville de Caen déterminée par l'axe des voies suivantes : au nord, avenue Victor-Vinde, rue d'Hérouville, rue du Duc-Richard, rue de la Délivrande, avenue d'Édimbourg, esplanade de la Paix (côté est) ; à l'ouest, les remparts, rue Montoir-Poissonnerie, place Saint-Pierre ; au sud, quai de la Londe, boulevard des Alliés, rue des Prairies-Saint-Gilles, avenue de Tourville (jusqu'à la limite avec la commune de Caen) ».
À la suite du redécoupage des cantons pour 2015, la commune d'Hérouville-Saint-Clair est entièrement rattachée au canton d'Hérouville-Saint-Clair et la plus grande portion de la partie de Caen de ce canton est rattachée au canton de Caen-3. Le secteur compris entre la rue Basse et l'avenue de Tourville est rattachée au canton de Caen-4, l'îlot à l'ouest de la rue du Vaugueux au canton de Caen-1 et celui de l'église Saint-Pierre au canton de Caen-5.

## Démographie
| 1975 | 1982 | 1990   | 1999   | 2006   | 2011   | 2012   |
| ---- | ---- | ------ | ------ | ------ | ------ | ------ |
| -    | -    | 16 004 | 15 603 | 14 590 | 14 958 | 14 726 |